# Effetti delle esplosioni nucleari

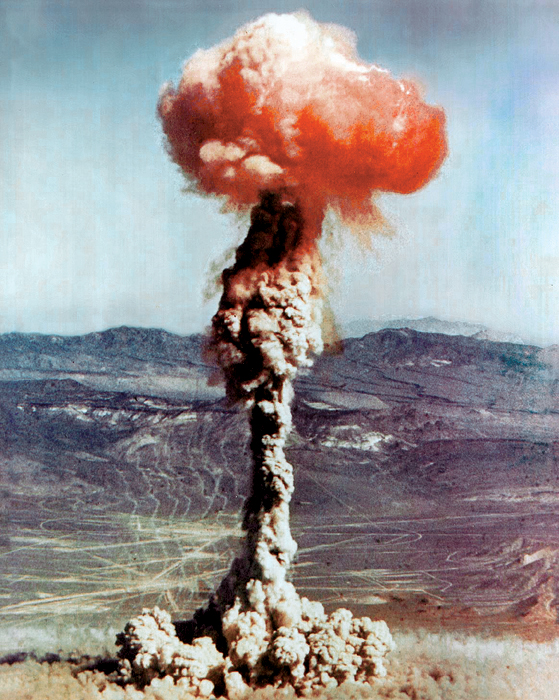
Test nucleare da 14 kt in Nevada, ottobre 1951.

Gli effetti delle esplosioni nucleari nella troposfera si possono suddividere in quattro categorie, ovvero le diverse modalità in cui viene rilasciata l'energia in una esplosione nucleare:
- Irraggiamento termico—30-50% dell'energia totale
- Onda d'urto o blast—40-50% dell'energia totale;
- Radiazioni ionizzanti—5% dell'energia totale;
- Radiazione residua—5-10% dell'energia totale.

La meccanica di una esplosione nucleare è identica a quella prodotta da esplosivi convenzionali, cioè il rilascio di una grande quantità di energia termica in un tempo brevissimo, concentrata in una regione di spazio sostanzialmente puntiforme. Ciò produce una violenta espansione di gas che forma un fronte d'urto sferico, il quale si espande a partire dal punto di esplosione propagandosi nell'atmosfera, con effetto distruttivo su edifici e manufatti di grande superficie sensibili ai picchi di sovrappressione atmosferica. Negli esplosivi convenzionali il calore è prodotto da reazioni chimiche fortemente esotermiche. Nelle esplosioni nucleari invece, il rilascio di energia termica proviene da reazioni nucleari, che sono milioni di volte più esotermiche di quelle chimiche a parità di massa.     
Oltre all'agitazione termica, le reazioni nucleari rilasciano grandi quantità di energia in forma di onde elettromagnetiche (cioè fotoni) negli spettri X e gamma e soprattutto nello spettro degli ultravioletti e della luce visibile. La componente termica-meccanica - l'onda d'urto (blast) che si propaga per mezzo dell'atmosfera - costituisce quindi solo una parte dell'energia liberata, stimata intorno al 40-50% del totale. La quota restante è quasi tutta costituita da energia radiante, cioè radiazione elettromagnetica. Questa viene liberata per un tempo brevissimo, molto più breve del tempo necessario all'espansione meccanica del fronte d'urto. L'esplosione nucleare pertanto è caratterizzata da una fortissima emissione radiante e istantanea quale componente aggiuntiva rispetto agli esplosivi convenzionali. La radiazione luminosa investe le superfici degli oggetti circostanti con effetto di irraggiamento termico, che può essere notevole nonostante la brevità di esposizione, a causa della sua intensità. Una certa quantità della radiazione elettromagnetica viene prodotta nello spettro delle radiazioni ionizzanti.       
È da tenere presente che gli effetti più distruttivi o letali delle esplosioni nucleari - specie con riferimento a quelle di Hiroshima e Nagasaki, le uniche avvenute in un contesto bellico - non sono necessariamente quelli prodotti direttamente dall'esplosione, bensì possono essere conseguenze indirette, in particolare gli incendi (superincendi o Feuerstürme) che si sviluppano nelle decine di minuti successivi all'esplosione.         

## Descrizione
L'energia rilasciata durante la reazione a catena di fissione nucleare, in un tempo dell'ordine del microsecondo, è nella forma di radiazione elettromagnetica (cioè fotoni) ad ampio spettro (cioè con varie lunghezze d'onda) di cui una forte componente è costituita da luce visibile, e include anche emissioni ad energie più alte quali la radiazione ultravioletta, le radiazioni x e gamma, oltre che frequenze più basse; e nella forma di eccitazione termica dei nuclei (calore), cioè energia cinetica degli atomi che provoca una rapidissima espansione della materia intorno al punto di detonazione. Questa seconda componente, puramente termica, è lo stesso meccanismo che si ha negli esplosivi convenzionali. 
Nel loro insieme, queste due componenti di emissione energetica - elettromagnetica e puramente termica - trasmettono un complesso di effetti sull'ambiente circostante, i due principali sono: l'irraggiamento termico, ovvero la trasmissione di energia in modo pressoché istantaneo attraverso la luce emessa dalla sfera di plasma prodotta dall'ordigno, che con il suo bagliore riscalda le superfici esposte degli oggetti le quali possono raggiungere temperature altissime in un tempo dell'ordine del millisecondo; e il blast o onda d'urto dell'esplosione, che è il convenzionale effetto cinetico sul mezzo (aria atmosferica o altro) prodotto dal calore e alla rapida espansione dei gas di esplosione. Questo secondo effetto è la modalità con cui l'aria o il mezzo circostante trasmette l'energia termica prodotta dall'esplosione trasformandola in energia cinetica su scala macroscopica. Non si trasmette in modo istantaneo, bensì la sua velocità di propagazione nello spazio dipende dalla densità del mezzo e dalle sue proprietà fisiche, esso si propaga come un fronte d'onda a velocità che tendono a decrescere con la distanza. In aggiunta a queste componente, l'esplosione di un'arma nucleare emette anche quote non trascurabili di energia in forma di radiazione ionizzante, e di radiazione derivata dal decadimento residuo dei prodotti di fissione.
A seconda dell'arma utilizzata e dell'ambiente nel quale viene fatta detonare, l'energia distribuita tra queste principali categorie può essere incrementata o decrementata, eventualmente anche fino ad annullare una componente. 
Ad esempio, il blast è l'effetto del rilascio di calore dello scambio delle enormi quantità di energia che vengono assorbite dagli atomi dell'aria o del mezzo presso cui avviene l'esplosione, tali materiali ricevono energia radiante sull'intero spettro elettromagnetico e la trasformano istantaneamente in energia termica, e quindi cinetica, causando una violenta espansione di tutto ciò che si trova attorno al punto di detonazione. Il tipo di materia circostante e le sue proprietà fisiche determinano perciò le caratteristiche del blast o onda d'urto, in quanto da tali proprietà dipendono le modalità di trasformazione e trasmissione della radiazione elettromagnetica in energia termica e cinetica.
Il fatto che il dispositivo esploda al suolo, in atmosfera o al di fuori di essa determina quanta energia venga trasmessa sotto forma di blast e le sue caratteristiche, e determina anche quanta energia si diffonderà nell'altra forma, la radiazione elettromagnetica. In linea generale, un mezzo più denso come ad esempio il suolo, tende ad assorbire una maggiore quantità di energia su tutto lo spettro, annullando quindi la componente di radiazione termica che viene anch'essa assorbita e non si propaga, e dunque in un mezzo denso si creano onde d'urto più potenti; al tempo stesso però, proprio a causa del suo grande potere di assorbimento, il mezzo più denso assorbe tutta l'energia in breve distanza, e ciò limita il raggio dell'area di massima distruzione della bomba.
Gli effetti maggiormente significativi di un'arma nucleare – esplosione e radiazione termica – sulle zone e sulle persone da essa direttamente colpite producono lo stesso meccanismo di distruzione degli esplosivi convenzionali, con la differenza che l'energia liberata da un ordigno nucleare per grammo di esplosivo è milioni di volte più grande di quella di qualunque composto chimico e le temperature raggiunte attorno al punto di detonazione raggiungono brevemente i 10 MK; e con l'aggiunta dell'effetto dell'irraggiamento termico, che per le armi nucleari è enorme, specialmente se l'arma viene fatta detonare in un mezzo leggero e trasparente quale l'atmosfera a una certa altezza dal suolo: l'esplosione riscalda un'area vasta causando l'incendio di ampie superfici di territorio.
Nelle fasi iniziali della detonazione, l'energia di un esplosivo nucleare viene rilasciata in diverse forme di radiazione penetrante. La materia con cui quest'energia interagisce (aria, acqua, roccia) raggiunge celermente la temperatura di ebollizione, vaporizzandosi ed espandendosi a grande velocità. L'energia cinetica creata da tale espansione contribuisce alla formazione di un'onda d'urto. Quando la detonazione ha luogo a bassa quota in atmosfera, vicino cioè al livello del mare o del terreno, la gran parte dell'energia rilasciata interagisce con l'atmosfera e crea un'onda che si espande sfericamente dall'ipocentro: l'intensa radiazione termica scatena una palla di fuoco (fireball) e, se la quota è sufficientemente bassa, una nube a fungo (il fungo atomico). In una detonazione ad alta quota, dove invece la densità dell'aria è bassa, molta più energia viene rilasciata come radiazione gamma ionizzante e X, piuttosto che come un'onda d'urto atmosferica.
Nel 1945 si creò un dibattito tra gli scienziati che stavano sviluppando la prima bomba nucleare sulla possibilità che si creasse un'esplosione nucleare grande abbastanza da incendiare l'intera atmosfera terrestre. Questo avrebbe implicato che la reazione nucleare tra due atomi di azoto fosse in grado di creare un atomo di carbonio e uno di ossigeno, con rilascio di un'energia tale da eccitare altri atomi di azoto al punto di farli reagire, proseguendo la reazione a catena fino all'esaurimento di tutto l'azoto atmosferico. Si dimostrò che una siffatta eventualità era così improbabile da essere considerata impossibile; ciononostante, una parte della comunità scientifica continuò a discuterne per molti anni.

## Effetti diretti

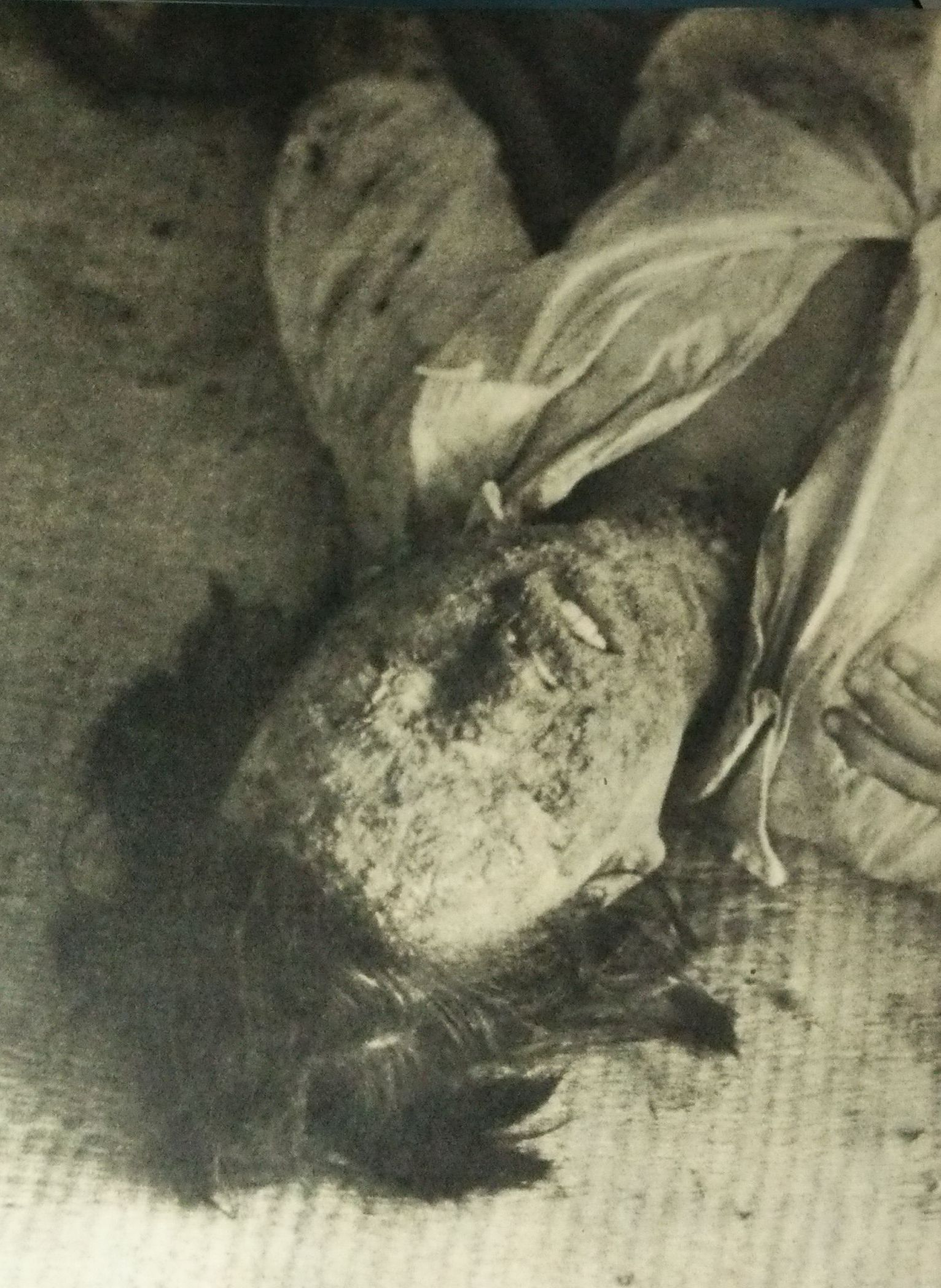
Volto di una bambina di età scolastica, vittima di ustioni dovute al bombardamento nucleare di Hiroshima del 6 agosto 1945.

### Irraggiamento termico

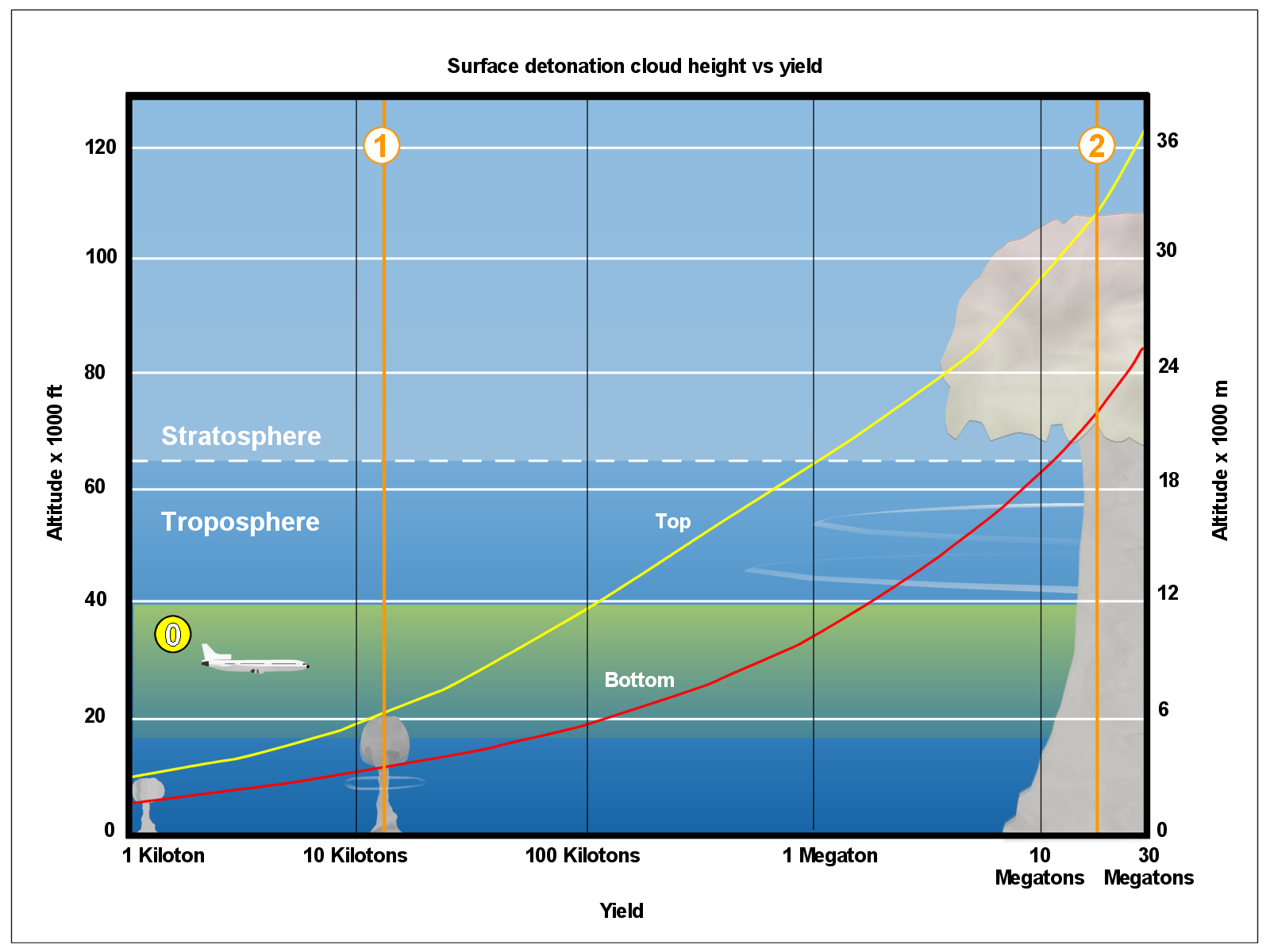
L'altezza della nube a fungo per dispositivi scoppiati al suolo dipende dalla potenza rilasciata.
0 = Quota approssimativa a cui operano le linee aeree commerciali.
1 = Fat Man
2 = Castle Bravo.

Le esplosioni nucleari emettono grandi quantità di radiazione elettromagnetica sotto forma di luce visibile, infrarossa e ultravioletta. L'irraggiamento si sprigiona in un tempo molto breve, dell'ordine del millisecondo, pertanto la sua intensità nella regione di spazio circostante è enorme. L'intensità decresce in proporzione al quadrato della distanza dal punto dell'esplosione (detto ipocentro). 
I principali danni che questo impulso radiante può causare alle persone sono ustioni e danni irreversibili agli occhi. L'irraggiamento può causare danni a tutti i sistemi viventi che vi sono esposti direttamente e anche uccidere gli organismi animali e vegetali. In giornate sgombre da nubi e foschia, se l'esplosione avviene in quota la dannosità dell'irraggiamento termico si estende per un raggio maggiore rispetto a quello degli effetti dell'onda d'urto: la radiazione luminosa è sufficientemente potente da innescare incendi su una vasta superficie di territorio, la quale si ricopre di macerie o detriti prodotte dal blast e pertanto si presta ad alimentare focolai di incendio. Il raggio d'azione degli effetti termici è correlato alla potenza dell'arma, costituendo il 35-45% dell'energia emessa se questa esplode in atmosfera, con variazioni a seconda del tipo di ordigno.

#### Ustioni dirette
Persone, animali e piante possono riportare ustioni e bruciature causate dalla esposizione diretta all'impulso luminoso. Questo danno riguarda gli individui direttamente esposti all'impulso radiante dell'esplosione (o eventualmente esposti a specchi o superfici specchianti che riflettono il punto di esplosione). Tuttavia gli indumenti potrebbero offrire una protezione sufficiente a riparare la pelle delle ustioni, specialmente se sono di colore chiaro e coprenti. I soggetti che si trovano all'interno, o che in quel momento sono riparati dall'ombra di edifici o da altri oggetti rispetto alla sorgente nel punto di esplosione, potrebbero restare indenni dagli effetti diretti di irraggiamento dal lampo dell'esplosione.

#### Danni oculari
L'irraggiamento termico-luminoso di un'esplosione nucleare può produrre due tipi di danno oftalmico:
- Abbagliamento – è causato dal brillantissimo flash iniziale prodotto dalla detonazione nucleare. In genere si tratta di un'energia luminosa maggiore di quanto possa essere tollerato, ma minore di quella richiesta per un danno irreversibile. La retina è particolarmente suscettibile alla luce visibile e alle fasce di radiazione infrarossa a più corta lunghezza d'onda poiché questa parte dello spettro elettromagnetico è focalizzato dal cristallino sulla retina stessa. Il risultato è uno sbiancamento dei pigmenti visuali e una cecità temporanea che può durare fino a 40 minuti.

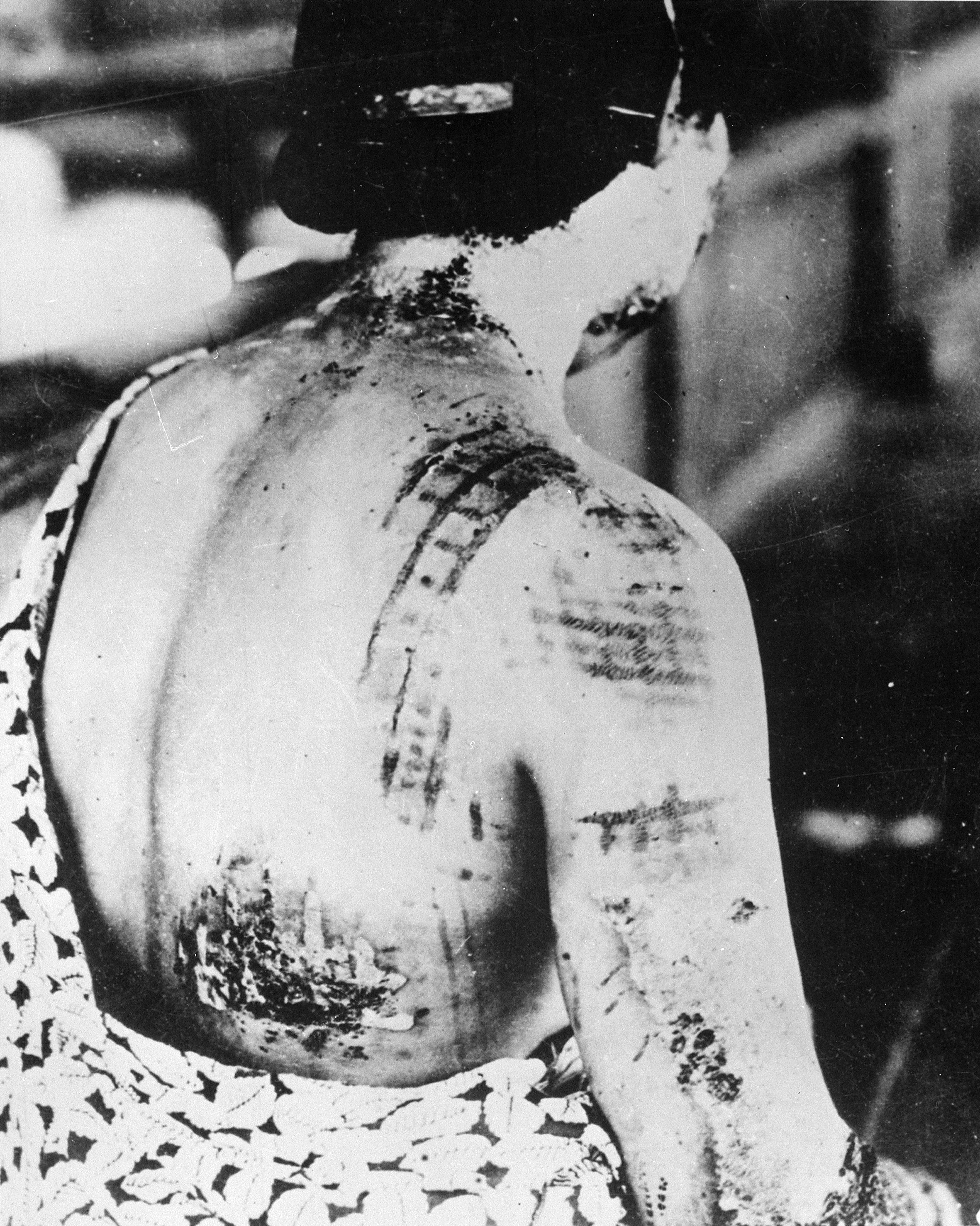
Le ustioni visibili sulla schiena di una donna dopo il bombardamento atomico di Hiroshima. Le parti del suo kimono recanti un colore più scuro al tempo della detonazione corrispondono alle bruciature chiaramente visibili sulle parti dell'abito che sono state esposte all'irraggiamento termico mentre erano a contatto con la pelle. Poiché i kimono giapponesi non sono un tipo di abbigliamento particolarmente attillato, alcune parti non toccavano direttamente la pelle della donna, il che spiega le interruzioni nel disegno delle bruciature; le parti più vicine all'obi (la cintura) erano più strette sul corpo, e hanno causato bruciature più marcatamente visibili

- Ustione della retina – una bruciatura anche parziale della retina, con conseguente cicatrizzazione, causata dalla focalizzazione da parte del cristallino di una grande quantità di energia termica può causare danni irreparabili. Essa accade sostanzialmente quando la palla di fuoco è davvero all'interno del campo visivo dell'individuo, e sarebbe una lesione relativamente poco comune. Le ustioni della retina, comunque, possono verificarsi a distanze considerevoli dall'esplosione: le dimensioni relative della fireball, le quali sono funzioni della potenza rilasciata e del raggio di esplosione, determinano il grado e il livello di cicatrizzazione della retina. Una cicatrice nella parte centrale del campo visivo sarebbe senza dubbio più debilitante: più in generale è probabile l'insorgenza di difetti visuali limitati, spesso appena percepibili dalle vittime.

#### Surriscaldamento delle superfici
Quando la radiazione elettromagnetica (luminosa) colpisce un oggetto, essa in parte viene riflessa, in parte trasmessa alla materia circostante e in parte assorbita dalla superficie dell'oggetto. La proporzione dipende dalla proprietà della superficie, in particolare le porzioni di assorbimento e riflessione dipendono da proprietà quali colore della superficie del materiale: superfici di colore chiaro o con proprietà specchianti, che possono dipendere anche dall'angolo di incidenza in cui si trovano in quel momento, assorbono meno energia e si riscaldano meno, in taluni casi possono riflettere quasi tutta la luce e assorbire pochissimo e non riscaldandosi. In linea generale i materiali di colori più chiari riflettono maggiormente e quindi vengono meno danneggiati dall'impulso radiante. Per quanto riguarda la trasmissione dell'energia termica, un materiale più sottile o più conduttivo trasmetterà il calore maggiormente agli strati sottostanti; la corteccia scura di un albero invece, pur soggetta ad un fortissimo surriscaldamento, grazie al suo spessore e alle sue proprietà di isolante termico, limita la trasmissione del calore e quindi potrebbe proteggere l'albero. 
L'assorbimento della radiazione luminosa innalza la temperatura superficiale degli oggetti, che può raggiungere temperature di migliaia di gradi in pochi millisecondi. Ciò può causare scolorimento, deformazioni o bruciature dei materiali, e anche il loro incendio, specie se facilmente infiammabili (legno, carta, fibre tessili). Se i materiali che li compongono sono cattivi conduttori di calore, questo resterà confinato sulla superficie esterna.
L'ignizione effettiva degli oggetti dipende dalla durata dell'impulso termico, dallo spessore e dall'umidità. Nei pressi dell'ipocentro (ground zero) la fluenza termica supera 1,25 MJ/m2 che causa l'immediata accensione di tutto ciò che può bruciare. Più lontano, si verificherà l'ignizione dei soli materiali più facilmente infiammabili.

#### Tempesta di fuoco
L'effetto incendiario globale è una composizione dell'accensione termica dei materiali con i fuochi secondari causati dagli effetti dell'onda pressoria, come l'esplosione di carburanti, stufe, depositi di gas. Una esplosione nucleare in quota può causare il fenomeno detto tempesta di fuoco (Feuersturm), un effetto che si verifica in presenza di numerosi, piccoli focolai di incendio ravvicinati distribuiti su un'area orizzontale: in queste condizioni si producono forti correnti d'aria convettive centripete, che alimentano i focolai in modo esponenziale, unendoli in un immenso incendio violentissimo.
A Hiroshima si verificò una spaventosa conflagrazione – tempesta di fuoco – che si sviluppò 20 minuti dopo l'attacco, e distrusse molti più edifici di quanto avesse già fatto la bomba. Una tempesta di fuoco causa potenti venti che soffiano verso il centro dell'incendio da ogni punto attorno a esso. Non si tratta tuttavia di un fenomeno peculiare delle esplosioni nucleari, essendo stato osservato frequentemente nei grandi incendi boschivi a seguito dei raid incendiari scatenati durante la seconda guerra mondiale.
Poiché la radiazione termica viaggia più o meno in linea retta dalla palla di fuoco, ogni oggetto opaco produrrà un'ombra protettiva. In presenza di nebbie o foschie, la diffusione dell'energia termica scalderà gli oggetti da ogni direzione, riducendo radicalmente l'effetto protettivo dell'oscuramento, diminuendo però nel contempo il raggio d'azione dell'irraggiamento stesso.

### Danno da esplosione

Curve di sovrapressione da 1 a 50 psi (da 6,9 a345) per un'esplosione aerea di 1 chilotone di TNT in funzione della quota di detonazione. La sottile curva nera indica l'altezza ottimale di detonazione per un dato raggio di massima distruzione al suolo.

Stima dell'estensione dei danni al suolo causati dal Bombardamento atomico di Hiroshima e Nagasaki. Una moderna bomba all'idrogeno sarebbe decine di volte più potente e causerebbe simili livelli di distruzione a 2-5 volte la distanza indicata nel grafico.

L'onda d'urto o blast è causato dal riscaldamento violento del mezzo nel punto in cui avviene la detonazione, e si propaga nello spazio circostante causando danni a cose e persone al suo impatto come effetto meccanico.
Le alte temperature e pressioni nell'ipocentro dell'esplosione causano un movimento radiale del gas in un sottile e denso guscio chiamato fronte idrodinamico. Il fronte agisce come un pistone che spinge contro la materia circostante, comprimendola e trasferendo la propria energia cinetica sotto forma di un'onda d'urto sferica. Inizialmente, tale onda si troverebbe all'interno della superficie della palla di fuoco, che ha origine in un volume d'aria grazie all'interazione delle molecole che la compongono con una massiccia dose di raggi X. Entro una frazione di secondo il denso fronte d'urto oscura la palla di fuoco, causando il caratteristico doppio impulso di luce che si nota nelle detonazioni nucleari.
Per le esplosioni aeree e vicine alla superficie circa il 50-60% dell'energia rilasciata finisce nell'onda del blast, a seconda delle misure della bomba e del rapporto tra energia rilasciata (yield) e peso dell'ordigno. Come regola generale, la frazione di energia che si perde nell'esplosione vera e propria è maggiore per le bombe che rilasciano meno energia o pesano maggiormente. Inoltre, tale frazione diminuisce nelle detonazioni ad alta quota, perché c'è meno massa d'aria che sia capace di assorbire l'energia di irraggiamento e sia capace di convertirla nell'onda d'urto: tale effetto è particolarmente evidente sopra i 30 km di quota, dove l'aria ha meno di un centesimo della densità che ha al livello del mare.
La gran parte della distruzione causata da un'esplosione nucleare è dovuta agli effetti del blast. La gran parte degli edifici, al di fuori delle strutture rinforzate e resistenti a onde d'urto, subiscono danni gravi quando vengono sottoposte a sovrapressioni di solo 35,5 kPa.
Il vento causato dall'esplosione può superare i 1000 km/h, e il raggio degli effetti diretti aumenta con la potenza rilasciata dall'arma, oltre che essere funzione della quota dello scoppio. Contrariamente al senso comune, il raggio di massima distruzione non è maggiore per detonazioni a terra o a bassa quota, ma aumenta con l'altitudine fino a una quota di scoppio ottimale per poi diminuire a seguito di detonazioni a quote più alte. La ragione di ciò sta nel comportamento non-lineare delle onde d'urto: quando il blast raggiunge il suolo esso viene riflesso, fondendosi con l'onda in arrivo se l'angolo di incidenza è più piccolo di un certo valore. Quando ciò accade, essi si fondono in un'onda orizzontale rinforzata (chiamata fronte di Mach, perché scoperta da Ernst Mach in fluidodinamica). Per ogni sovrapressione fissata, è possibile stabilire una quota di scoppio che massimizzi il raggio di esplosione.
Per esempio, In una tipica detonazione aerea dove la sovrapressione venga massimizzata per valori tra 35 e 140 kPa, si ottengono raggi di esplosione di 0,7 km a 1 kt, 3,2 km a 100 kt e 15 km per 10 Mt.

Sviluppo di un'esplosione nel Nevada Test Site, circa 1952.

Due fenomeni simultanei e distinti sono associati con l'onda esplosiva in aria:
- Sovrapressione statica – l'aumento improvviso della pressione esercitato dalle onde d'urto. La sovrapressione in ogni punto è direttamente proporzionale alla densità dell'aria nell'onda.
- Pressione dinamica – il trascinamento esercitato dai venti causati dall'esplosione. Questi venti spingono, smuovono e strappano oggetti. Le energie di trascinamento dei venti che seguono l'esplosione sono proporzionali al cubo delle loro velocità moltiplicate dalla loro durata (quantità di moto).

Gran parte del danno materiale causato da uno scoppio nucleare è dovuto a una combinazione di sovrapressioni statiche e venti molto forti: l'estesa compressione dell'urto indebolisce le strutture fisse, che vengono poi strappate via dal vento. Le fasi di compressione, vuoto e trascinamento insieme possono durare diversi secondi ciascuna, ed esercitare forze diverse volte più grandi di quelle causate dagli uragani più potenti.
Agendo sul corpo umano, le onde d'urto causano onde di pressione attraverso i tessuti. Tali onde danneggiano soprattutto le giunzioni tra i tessuti di diverse densità (muscolo e osso) o l'interfaccia tra i tessuti e l'aria. I polmoni e la cavità addominale, che contengono aria, vengono duramente colpiti, sviluppando così gravi emorragie o embolie, ognuna delle quali ha effetti rapidamente fatali. Una sovrapressione di circa 70 kPa può danneggiare seriamente i tessuti polmonari; i timpani più delicati possono rompersi a 22 kPa; tra 90 e 130 kPa si può essere certi che più della metà dei timpani si rompa.

## Effetti indiretti

### Radiazione elettromagnetica
I raggi gamma provenienti da un'esplosione nucleare producono elettroni ad alta energia per effetto Compton. Questi elettroni vengono catturati nel campo magnetico terrestre ad altitudini tra i 20 e i 40 km, dove entrano in risonanza. La corrente elettrica in oscillazione produce un impulso elettromagnetico coerente (EMP) che dura circa un millisecondo. Gli effetti secondari possono durare più di un secondo.
L'impulso è abbastanza potente da indurre potenziali elettrici molto alti tra oggetti metallici (come i cavi di rame), che fungono da antenne quando l'impulso passa. Le enormi differenze di potenziale, e le forti correnti elettriche ad esse associate possono distruggere completamente i componenti elettronici non schermati e molti collegamenti elettrici. La componente ionizzata dell'atmosfera rende difficoltoso o impossibile anche la trasmissione di onde radio che normalmente rimbalzerebbero sulla ionosfera.
Si possono schermare gli apparecchi elettronici avvolgendoli completamente in un materiale conduttore, in modo da creare una gabbia di Faraday. Naturalmente, gli apparecchi radio non possono operare quando sono schermate, perché le onde radio non possono raggiungerli in tali condizioni, né possono diffondersi dall'interno di una gabbia di Faraday.
Non vi sono conseguenze biologiche note a seguito degli EMP.

### Radiazione ionizzante

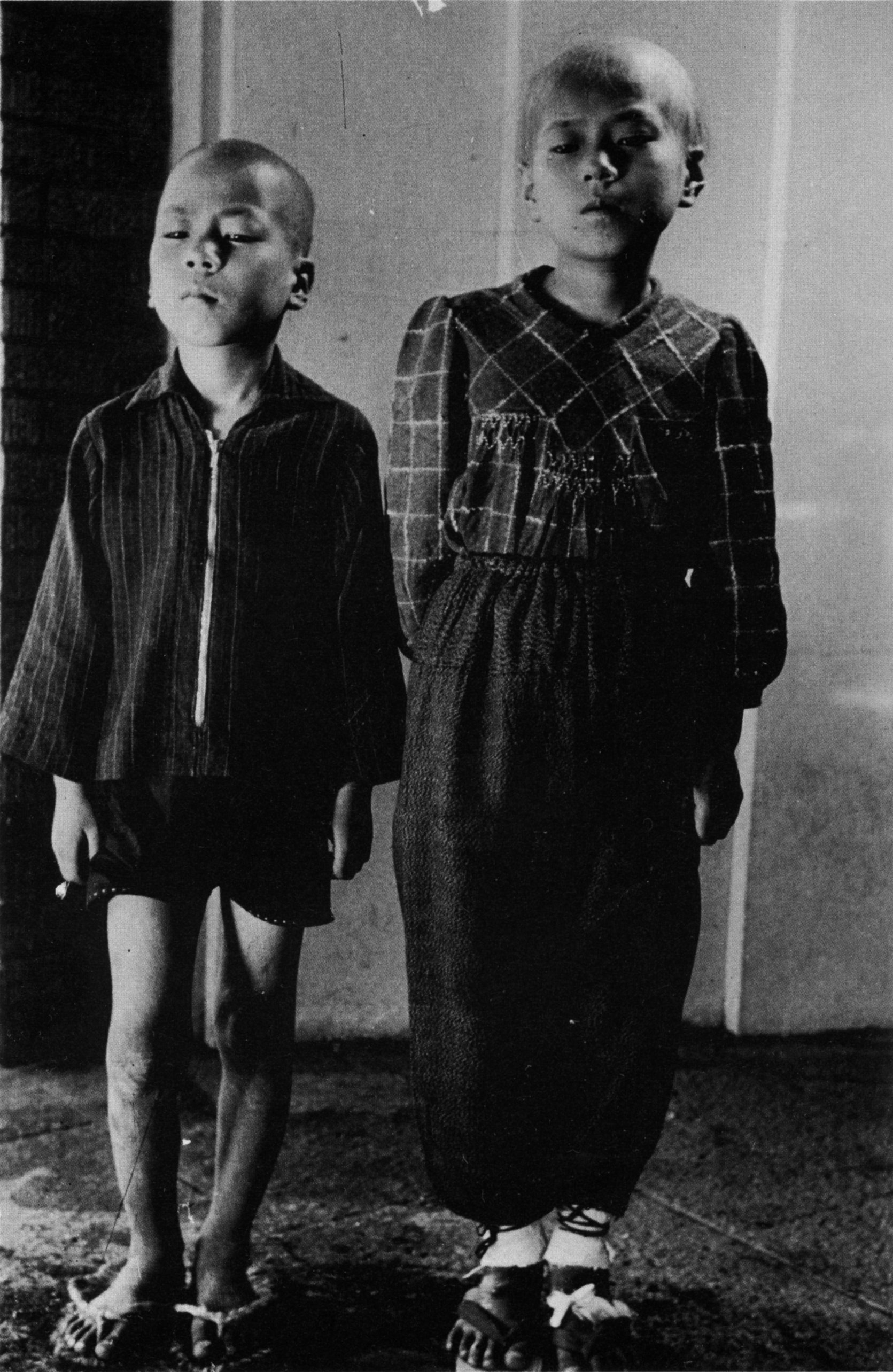
Fratello e sorella di Hiroshima, fotografati dopo la perdita dei capelli per sindrome da radiazione acuta. Morirono rispettivamente nel 1949 e 1965 per i danni riportati.

Circa il 5% dell'energia rilasciata in una detonazione nucleare aerea viene emessa nella forma di radiazione ionizzante: radiazione neutronica, raggi gamma, particelle alfa ed elettroni a velocità prossime a quelle della luce. I raggi gamma sono onde elettromagnetiche ad alta energia, le altre sono particelle che si muovono a velocità subluminali. I neutroni sono prodotti quasi esclusivamente dalle reazioni di fissione e fusione nucleare, mentre la radiazione gamma iniziale proviene sia dalle reazioni nucleari sia dal   decadimento a breve termine dei sottoprodotti della fissione.
L'intensità della radiazione nucleare iniziale diminuisce rapidamente con la distanza dall'ipocentro, perché la radiazione si estende su un'area progressivamente più grande mentre si allontana dal punto d'impatto. Essa viene ridotta anche dall'assorbimento atmosferico e dalla diffusione.
Il carattere della radiazione in un dato luogo dipende e varia grandemente in funzione della distanza dall'esplosione: vicino all'ipocentro, l'intensità dei neutroni liberi è maggiore della radiazione gamma, ma con l'aumentare della distanza questo rapporto si ribalta. Infine, il componente neutronico della radiazione iniziale diventa trascurabile rispetto al componente gamma. Il range di diffusione della radiazione iniziale non dipende marcatamente dalla potenza dell'ordigno, e all'aumentare di questa il pericolo costituito dalla radiazione in sé diventa meno significativo rispetto alla potenza distruttiva della sovrapressione e dell'effetto termico. Con le armi nucleari più potenti, sopra i 50 kt (200 TJ) questi ultimi sono così potenti e distruttivi che l'effetto delle radiazioni può essere ignorato.
La radiazione neutronica ha l'effetto di trasmutare lo stato atomico della materia che subisce il bombardamento, spesso rendendola radioattiva. Quando si unisce alle polveri di materiale radioattivo rilasciate dalla bomba stessa, una grande quantità di sostanze radioattive molto leggere si spargono nell'ambiente: questa forma di contaminazione radioattiva è nota come fallout nucleare, e costituisce il rischio primario di esposizione a radiazione ionizzante per le grandi armi nucleari.

### Terremoti
L'onda di pressione di un'esplosione sotterranea si espande attraverso il terreno e causa un piccolo terremoto. La teoria suggerisce che una detonazione nucleare potrebbe scatenare una rottura tra le faglie e dunque un terremoto di piccola intensità a distanze entro alcune decine di km dall'epicentro.

### Riepilogo degli effetti
La seguente tabella vuole essere un riassunto indicativo delle conseguenze dirette e indirette di una detonazione nucleare.
| Effetti | Potenza emessa / Quota raggiunta dall'esplosione | Potenza emessa / Quota raggiunta dall'esplosione | Potenza emessa / Quota raggiunta dall'esplosione | Potenza emessa / Quota raggiunta dall'esplosione |                                                 |
| Effetti | 1 kT / 200 m                                     | 20 kT / 540 m                                    | 1 MT / 2.0 km                                    | 20 MT / 5,4 km                                   |                                                 |
| Raggio a terra del danno da detonazione GR / km | Raggio a terra del danno da detonazione GR / km  | Raggio a terra del danno da detonazione GR / km  | Raggio a terra del danno da detonazione GR / km  | Raggio a terra del danno da detonazione GR / km  | Raggio a terra del danno da detonazione GR / km |
| --- | ------------------------------------------------ | ------------------------------------------------ | ------------------------------------------------ | ------------------------------------------------ | ----------------------------------------------- |
| Aree urbane completamente rase al suolo 138 kPa | 0,2                                              | 0,6                                              | 2,4                                              | 6,4                                              |                                                 |
| Distruzione di gran parte degli edifici civili 34,5 kPa | 0,6                                              | 1,7                                              | 6,2                                              | 17                                               |                                                 |
| Danno moderato agli edifici civili 6,9 kPa | 1,7                                              | 4,7                                              | 17                                               | 47                                               |                                                 |
| Carrozze ferroviarie spinte fuori dai binari e schiacciate 62 kPa; valori per armi fuori dai 20 kT sono estrapolate per mezzo del metodo della radice cubica) | ≈0,4                                             | 1,0                                              | ≈4                                               | ≈10                                              |                                                 |
| Raggio a terra del danno termico GR / km |                                                  |                                                  |                                                  |                                                  |                                                 |
| Conflagrazione | 0,5                                              | 2.0                                              | 10                                               | 30                                               |                                                 |
| Ustioni di terzo grado (tessuto necrotico) | 0,6                                              | 2,5                                              | 12                                               | 38                                               |                                                 |
| Ustioni di secondo grado (flittene, edema) | 0,8                                              | 3,2                                              | 15                                               | 44                                               |                                                 |
| Ustioni di primo grado (eritemi) | 1,1                                              | 4,2                                              | 19                                               | 53                                               |                                                 |
| Raggio obliquo di sintomi legati all'istantaneo bombardamento radioattivo SR / km                                                                             |                                                  |                                                  |                                                  |                                                  |                                                 |
| Dose totale letale (neutroni e raggi gamma) | 0,8                                              | 1,4                                              | 2,3                                              | 4,7                                              |                                                 |
| Dose totale per avvelenamento da radiazioni | 1,2                                              | 1,8                                              | 2,9                                              | 5,4                                              |                                                 |